# Time to Pretend
«Time to Pretend» (с англ. — «Время притворяться») — песня, исполненная группой MGMT и выпущенная как дебютный сингл с полноформатного альбома Oracular Spectacular.

## О песне
Была написана Эндрю Ванвингарденом в соавторстве с Бэном Голдвассером и спродюсирована коллективом самостоятельно. Ранее данная композиция издавалась на мини-альбоме Time to Pretend. Выпуск сингла состоялся 3 марта в Великобритании на грампластинках и компакт-дисках под эгидой Columbia Records. На двусторонней пластинке содержалась одноименная композиция и песня «Weekend Wars», исполненная на BBC Radio. В виде цифровой дистрибуции Time to Pretend была переиздана 30 марта 2009 года с бонусным треком «Future Reflections». Ещё до выхода композиция была крайне положительно принята ведущими музыкальными журналистами, внимание уделялось иррациональности построения текста, высмеиванию клише мейнстрим-рок индустрии. Музыкальное видео, срежиссированное Рэем Тинтори, было хорошо встречено критиками, особо отмечались грамотно использованные культурные отсылки на роман Уильяма Голдинга «Повелитель мух» и творчество Алехандро Ходоровски. «Time to Pretend» активно использовалась в массовой культуре и индустрии развлечения. Одно из первых исполнение песни на телевидении датируется 8 января 2008 года на «Позднем шоу с Дэвидом Леттерманом». После выступления группу стали приглашать на ток-шоу, 15 мая 2008 года MGMT выступили на «Поздней ночью с Конаном О». Подводя итоги года, «Time to Pretend» вносили в различные списки лучших песен уходящего года. Журнал NME включил песню в список лучший композиций за 2000-е, где она заняла второе место, уступив «Crazy in Love» Бейонсе. Она оказала огромное влияние не только на развитие неопсиходелии и инди-попа, но и на музыкальную индустрию в целом. Журнал Rolling Stone в 2010 году включил «Time to Pretend» в список величайших песен всех времен и народов.
Композиция использована в начале фильма «Двадцать одно».

## Список композиций
| №  | Название                              | Длительность |
| -- | ------------------------------------- | ------------ |
| 1. | «Time to Pretend»                     | 4:19         |
| 2. | «Weekend Wars» (Запись с BBC Radio 1) | 4:34         |

| №  | Название                              | Длительность |
| -- | ------------------------------------- | ------------ |
| 1. | «Time to Pretend»                     | 4:19         |
| 2. | «Time to Pretend» (Отредактированная) | 4:20         |

| №  | Название                         | Длительность |
| -- | -------------------------------- | ------------ |
| 1. | «Time to Pretend» (Радио версия) | 4:11         |

| №  | Название                                      | Длительность |
| -- | --------------------------------------------- | ------------ |
| 1. | «Time to Pretend»                             | 4:21         |
| 2. | «Future Reflections» (Исполнение на Triple J) | 4:10         |